# BRP Quezon (PS-70)
Le BRP Quezon (PS-70) est une corvette de la marine philippine de classe Rizal issue de la classe Auk de l'US Navy pendant la Seconde Guerre mondiale.
Il porte le nom de Manuel L. Quezon (1878-1944), premier président du Commonwealth des Philippines.

## Histoire
C'est l'ancien USS Vigilance (AM-324) (en) mis en service le 28 février 1944. Il a été construit au chantier naval Associated Shipbuilding Corp de Seattle. Il a servi dans l'US Navy de 1945 à 1966.
Il a été acquis par la marine philippine le 19 août 1967 et renommé RPS Quezon (PS-70) jusqu'en 1980. Reclassé comme corvette, il prend le nom de BRP Quezon (PS-70). Il servira les Philippines jusqu'en 2020, année durant laquelle sa mise à la retraite est prévue et, en mai de cette même année, est le premier navire de la marine philippine à établir le contact radio avec le BRP Jose Rizal (FF-150) lors de l'entrée de celui ci dans les eaux territoriales philippines. 76 ans séparent les mises à flot de ces deux bâtiments.

## Classe Rizal
| Nom        | N°    | Lancement        | Mise en service | Statut                             |
| ---------- | ----- | ---------------- | --------------- | ---------------------------------- |
| BRP Quezon | PS-70 | 5 avril 1943     | 16 août 1967    | Retiré du service le 1er mars 2021 |
| BRP Rizal  | PS-74 | 29 décembre 1944 | 18 juin 1965    | Retiré du service le 31 mai 2017   |

### Note et référence
1. ↑  (en) Frances Mangosing, « Philippine Navy to decommission 22 vessels in 2020 », sur newsinfo.inquirer.net (consulté le 24 mai 2020)
2. ↑  (en) Share et Twitter, « BRP Jose Rizal to boost Navy territorial defense mandate », sur www.pna.gov.ph (consulté le 24 mai 2020)

- (en) Cet article est partiellement ou en totalité issu de l’article de Wikipédia en anglais intitulé « BRP Quezon (PS-70) » (voir la liste des auteurs).